# Șanțu-Florești, Ilfov
Șanțu-Florești este un sat în comuna Gruiu din județul Ilfov, Muntenia, România. Se află în partea de nord a județului. La recensământul din 2011 avea o populație de 745 locuitori.

 Acest articol despre o localitate din județul Ilfov este deocamdată un ciot. Puteți ajuta Wikipedia prin completarea lui.